# 柳橙大戰

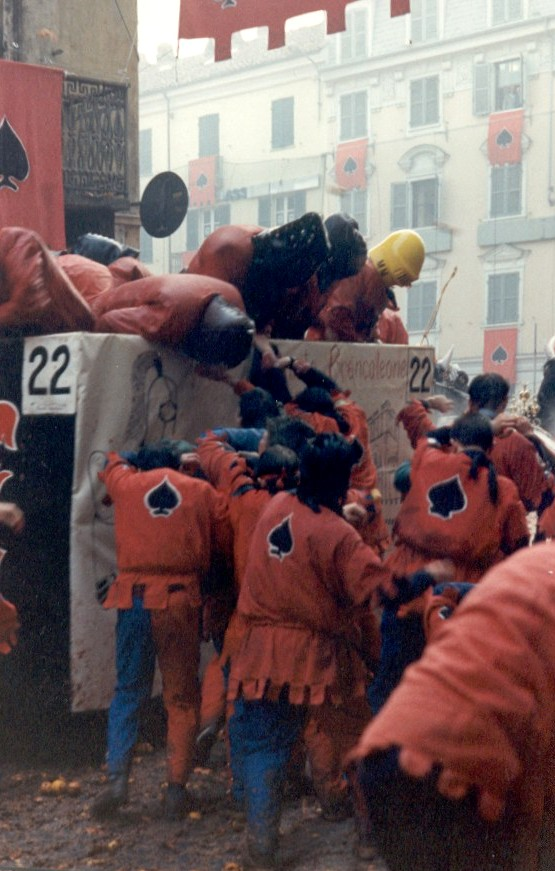
柳橙大戰

柳橙大戰是義大利伊夫雷亞在每年二月份的狂歡節，會將伊夫雷亞的市民分為九組，相互丟擲柳橙。柳橙大戰是義大利最大的食物大戰。
伊夫雷亞市民中會有一位被選為Mugnaia。柳橙大戰的起源是來自一個傳說：一個磨坊主人的女兒名為Mugnaia，拒絕接受公爵的初夜權，而把公爵的頭砍下來。今日馬車代表公爵的守衛，而丟柳橙的人代表革命份子。遊客不可以丟柳橙，但可以加入分組中。若有人載紅帽子，表示不是革命份子的一員，其他人不會向他丟柳橙。